# Polyodaspis sulcicollis
Polyodaspis sulcicollis är en tvåvingeart som först beskrevs av Johann Wilhelm Meigen 1838.  Polyodaspis sulcicollis ingår i släktet Polyodaspis, och familjen fritflugor. Arten är reproducerande i Sverige.